# Baignade accompagnée
Baignade accompagnée est un roman d'aventures de Serge Brussolo, paru en 1999.

## Personnage principal
Peggy Meetchum : plongeuse professionnelle, héroïne du roman.

## Résumé
Après ses aventures dramatiques dans Les Enfants du crépuscule, Peggy Meetchum, plongeuse professionnelle, a acquis une fausse épave sous-marine qu'elle fait visiter aux touristes. Tout serait enfin idyllique si son nouvel amant n'était pas si enfantin, si des hommes fous de vengeance ne cherchaient pas à la débaucher pour attraper un requin et si elle n'avait pas trouvé une étrange capsule dans l'épave...

## Anecdote
L'héroïne, Peggy Meetchum, apparaît pour la première fois dans Les Enfants du crépuscule. On la retrouvera dans Iceberg Ltd.

## Éditions
- Hachette, coll. « Serial Thriller », 1999  (ISBN 2-738-65929-2)
- LGF, coll. « Le Livre de poche » no 17158, 2000  (ISBN 2-253-17158-1)